# René Aebi

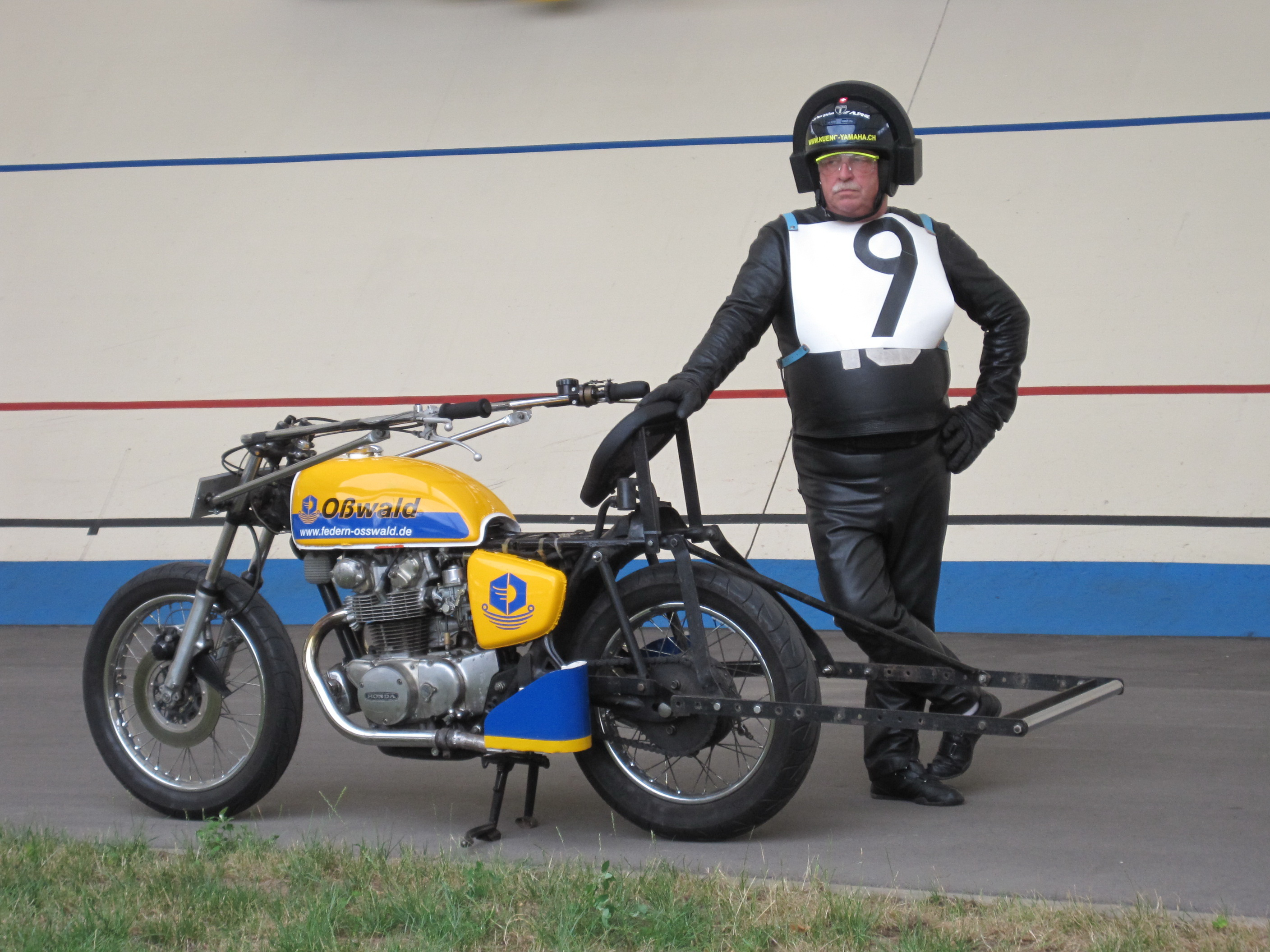
René Aebi 2010 auf der Radrennbahn Andreasried in Erfurt

René Aebi (* 1. Mai 1946 in Münsterlingen) ist ein ehemaliger Schweizer Schrittmacher.

## Leben
René Aebi wuchs in Arbon am Bodensee auf. Als Amateur fuhr der gelernte Elektriker erfolgreich kleinere Rennen. 1979 wurde er auf Initiative von Ueli Luginbühl Schrittmacher und gehörte bald zur Elite der europäischen Schrittmacher.
Aebi wurde zweimal Europameister, achtmal Schweizer Meister im Steherrennen, einmal Schweizer Meister im Dernyrennen mit Bruno Risi sowie gemeinsam mit Roland Günther internationaler Italienischer Stehermeister. Auch fuhr er viele Male im Finale von Steher-Weltmeisterschaften mit und war zusammen mit Peter Steiger (Max Hürzeler) Arno Küttel (Peter Steiger) als Helfer im Final, maßgeblich an deren Weltmeistertiteln beteiligt. Fünfmal gewann er den früher in Dortmund ausgetragenen Weltpokal für Steher und verbuchte mit verschiedenen Rennfahrer insgesamt 13 Gesamtsiege bei Sechstagerennen. Mit Hanskurt Brand fuhr Aebi den auch heute noch gültigen Meisterschaftsrekord für Steher 78.835 km über eine Stunde. Mit Bruno Risi gewann Aebi von 2000 bis 2008 (dem Jahr des Rücktritts von Risi) sämtliche Dernyrennen auf der Offenen Rennbahn Oerlikon. Am 16. Juli 2017 bestritt Aebi in Forst sein letztes Rennen.